# 唐启升
唐启升（1943年12月25日—），辽宁大连人，中国海洋渔业与生态学家。

## 生平
1961年毕业于黄海水产学院。1999年当选为中国工程院院士。
2006年5月，中国科学技术协会第七届全国代表大会召开，选举产生第七届委员会，他当选为副主席。2011年5月30日，中国科协第八次全国代表大会上，出任中国科协副主席。